# Praslin
Praslin ist (nach Mahé) die zweitgrößte Insel der inneren Seychellen. Sie ist ca. 12 km lang und 5 km breit. Politisch besteht die Insel aus den Bezirken Grand Anse und Baie Sainte Anne, die auf beiden Seiten der Bergkette liegen, welche die gebirgige Insel von Nordwesten nach Südosten durchtrennt. Zu diesen Bezirken gehören noch weitere benachbarte Inseln. Der an der Grenze zwischen diesen Bezirken gelegene höchste Berg der Insel Fond Azore erhebt sich 367 m über dem Meer. Ursprünglich war die Insel ungeteilt und erhielt bereits 1949 einen eigenen Inselrat für die lokale Selbstverwaltung. Als Hauptstadt der Gesamtinsel gilt Baie Sainte Anne.
Praslin hat eine Gesamtfläche von 37,58 km² und hatte bei der Volkszählung im Jahr 2002 gut 7000 Einwohner. Sie ist neben Curieuse die Heimat der Seychellenpalme oder Coco de Mer. Praslin verfügt mit Anse Kerlan und Anse Lazio über Sandstrände, die zu den schönsten der Welt gehören.

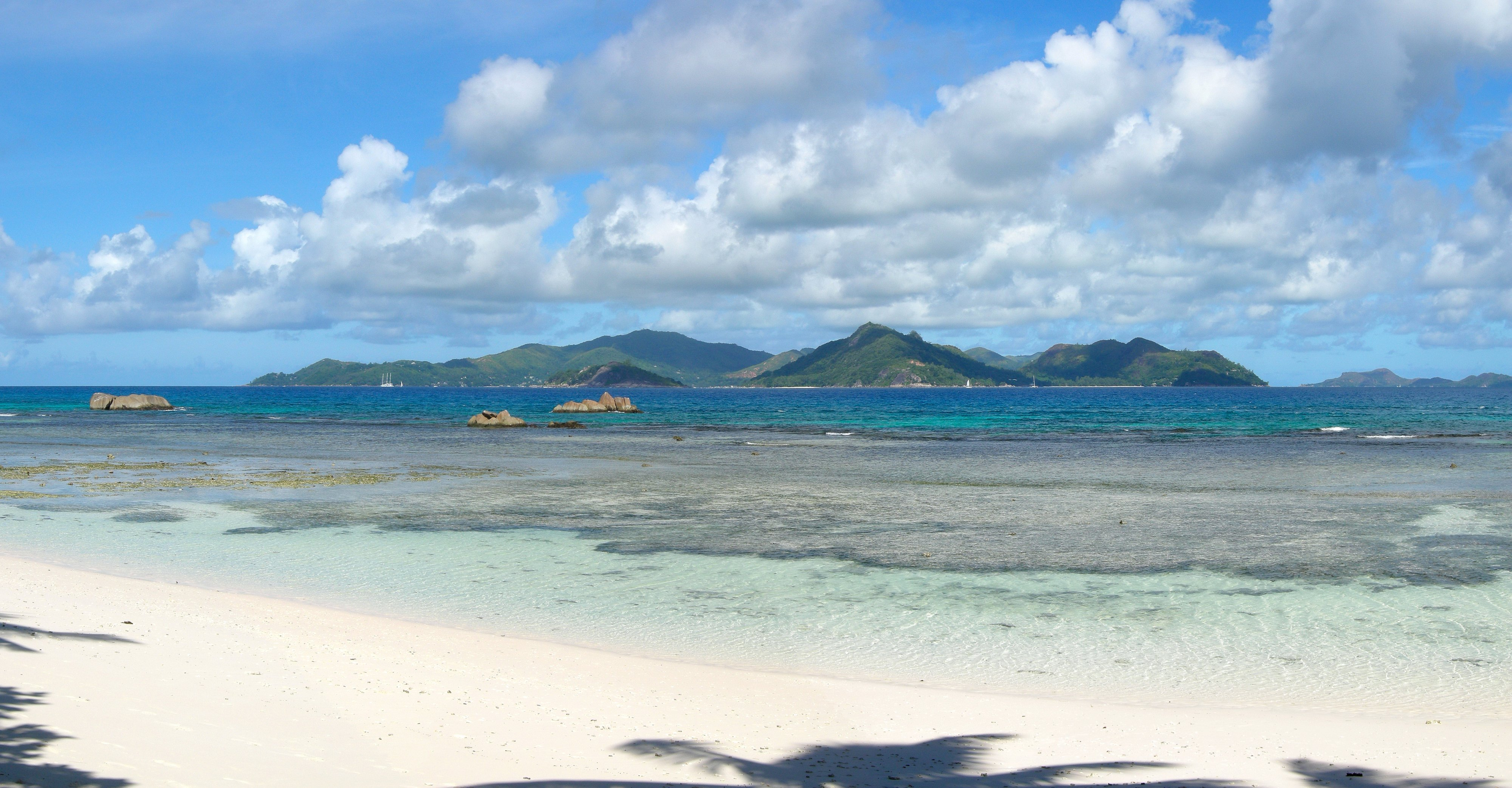
Praslin von La Digue aus gesehen

Die Insel hat über den Flughafen Praslin eine Anbindung an den Flughafen Mahé International und wird von Air Seychelles mehrmals täglich mit zweimotorigen Propellermaschinen angeflogen. Alternativ bestehen regelmäßige Fährverbindungen u. a. mit dem Hochgeschwindigkeitskatamaran „Cat Cocos“ zum Hafen der Hauptstadt Victoria (50 min) sowie mit einem motorisierten Segelschoner nach La Digue (30 min). Darüber hinaus gibt es auch mehr oder weniger regelmäßige Verbindungen mit Frachtschiffen.
Neben dem südlich gelegenen Praslin National Park and surrounding areas Important Bird Area befindet sich im Inselinneren das Naturschutzgebiet Vallée de Mai (Maital), das 1983 von der UNESCO zum Weltnaturerbe erklärt wurde. Es beheimatet neben der Coco de Mer auch einige der seltensten bekannten Vogelarten wie zum Beispiel den Rabenpapagei oder den Seychellen-Rotschnabelbülbül (Hypsipetes crassirostris).
In Sichtweite von Praslin liegen u. a. Mahé, Silhouette, Curieuse, Aride, Cousin, Cousine, Île Ronde, La Digue und Île St. Pierre.

## Bildergalerie

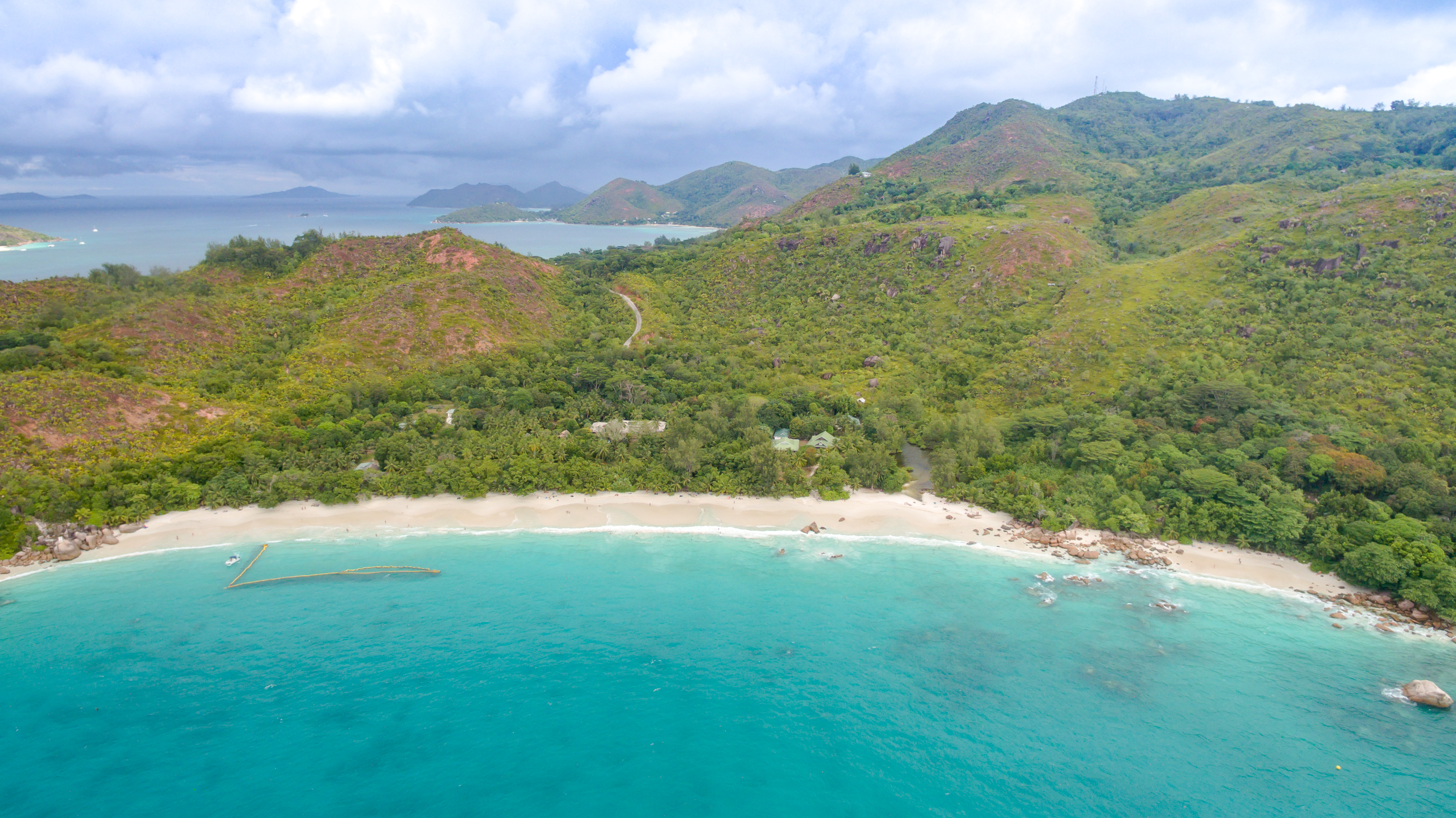
Strand Anse Lazio, Praslin
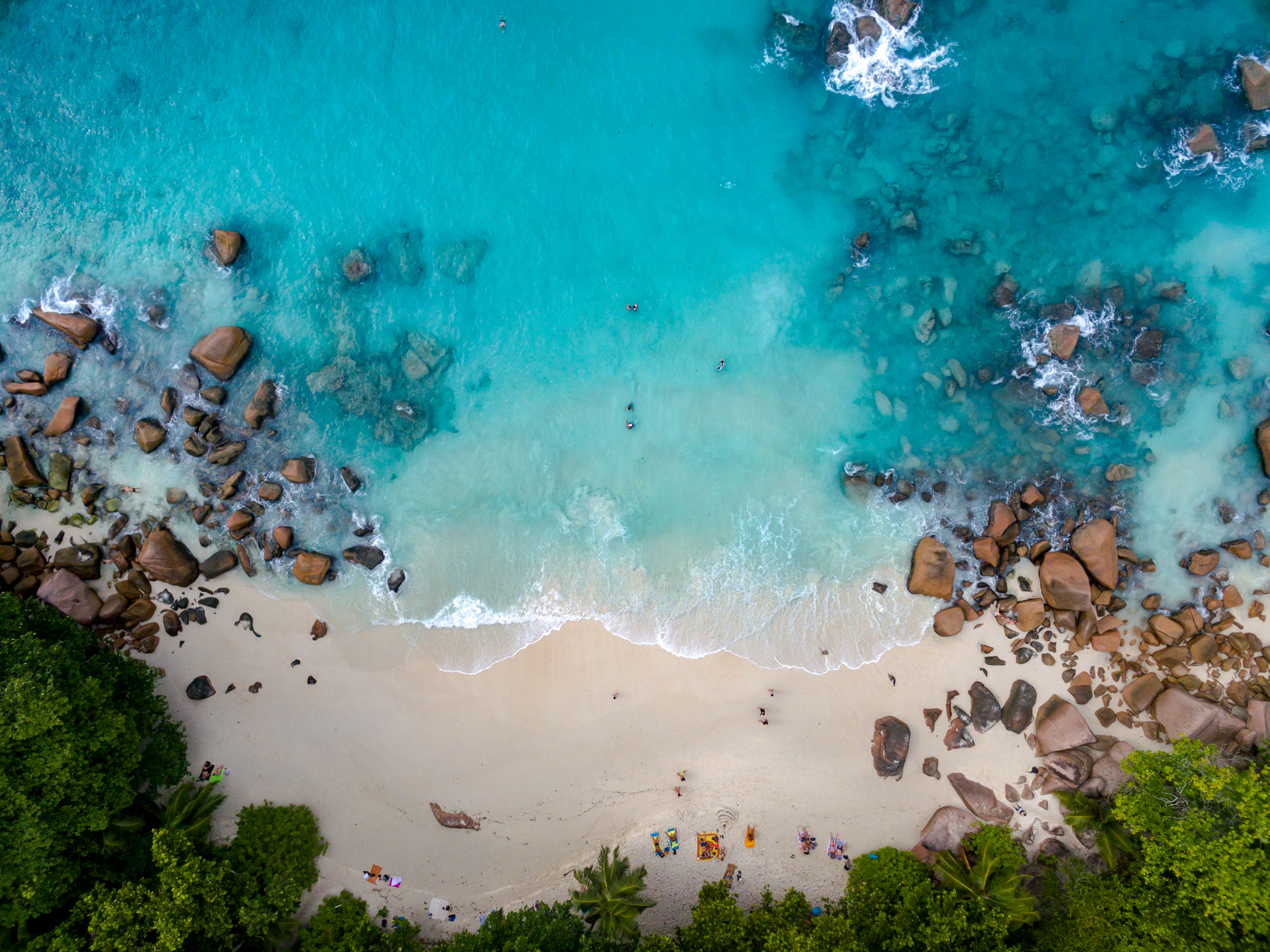
Eine Bucht des Strands Anse Lazio
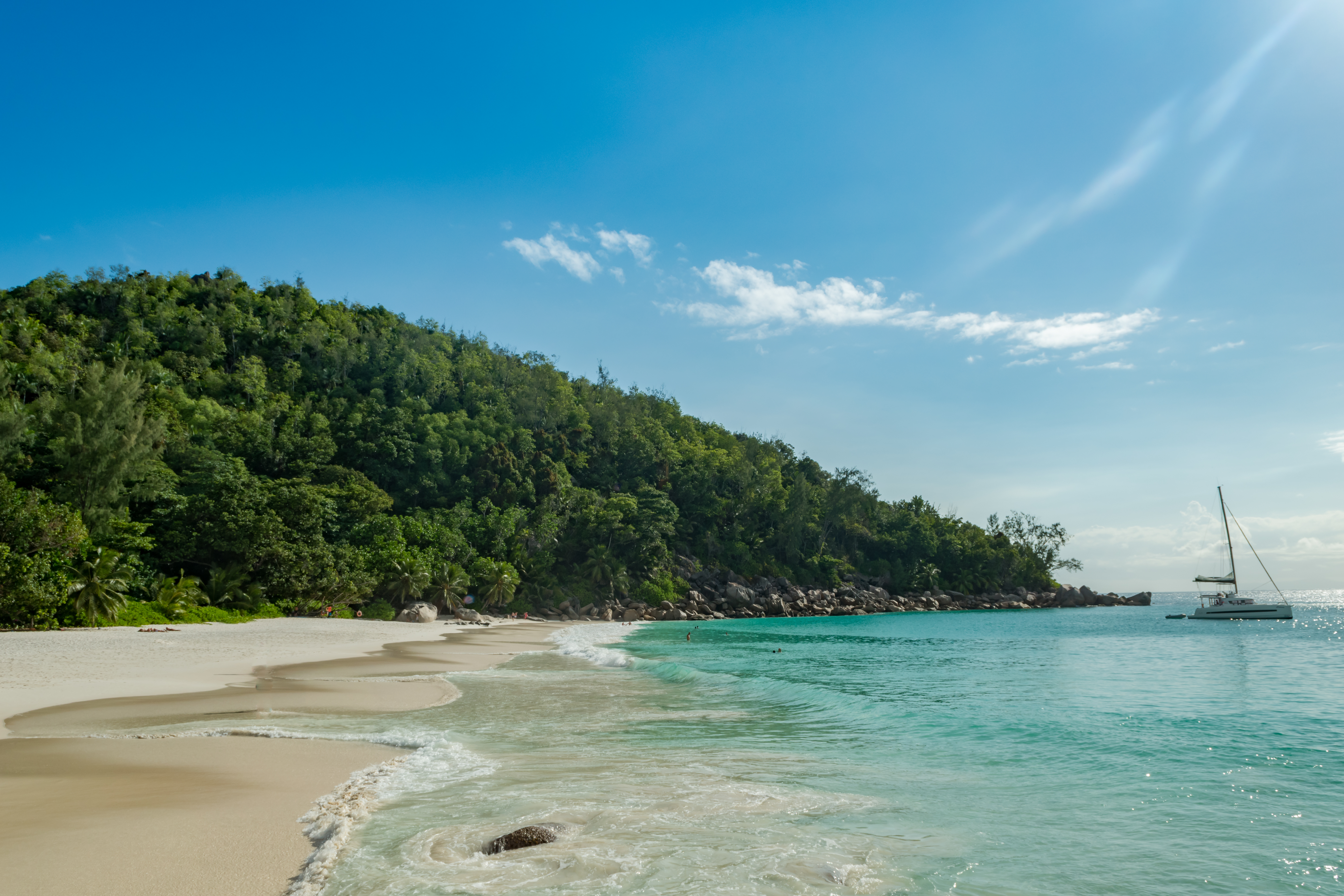
Traumstrand Anse Georgette, Praslin
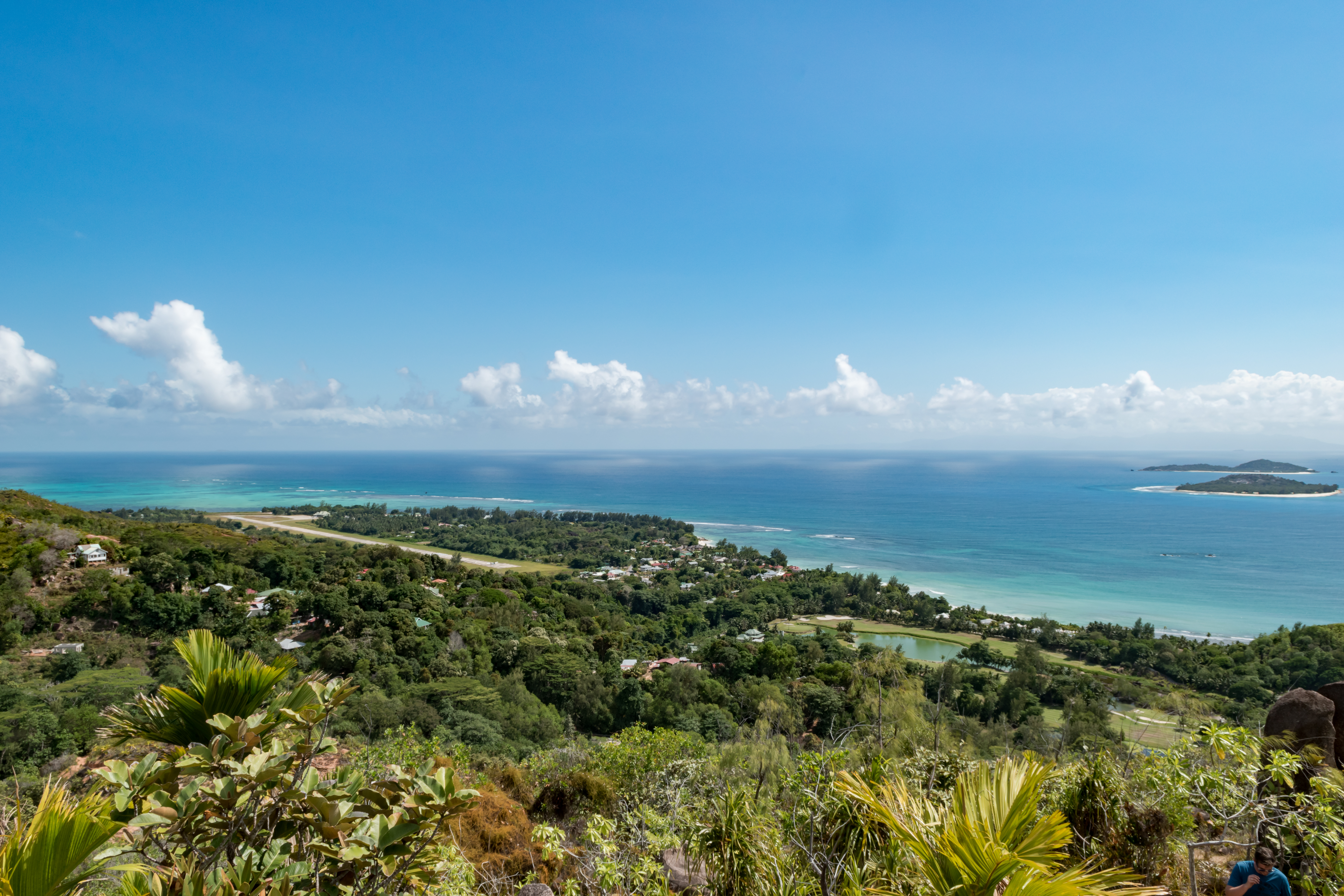
Blick auf den Flugplatz Praslin, Seychellen
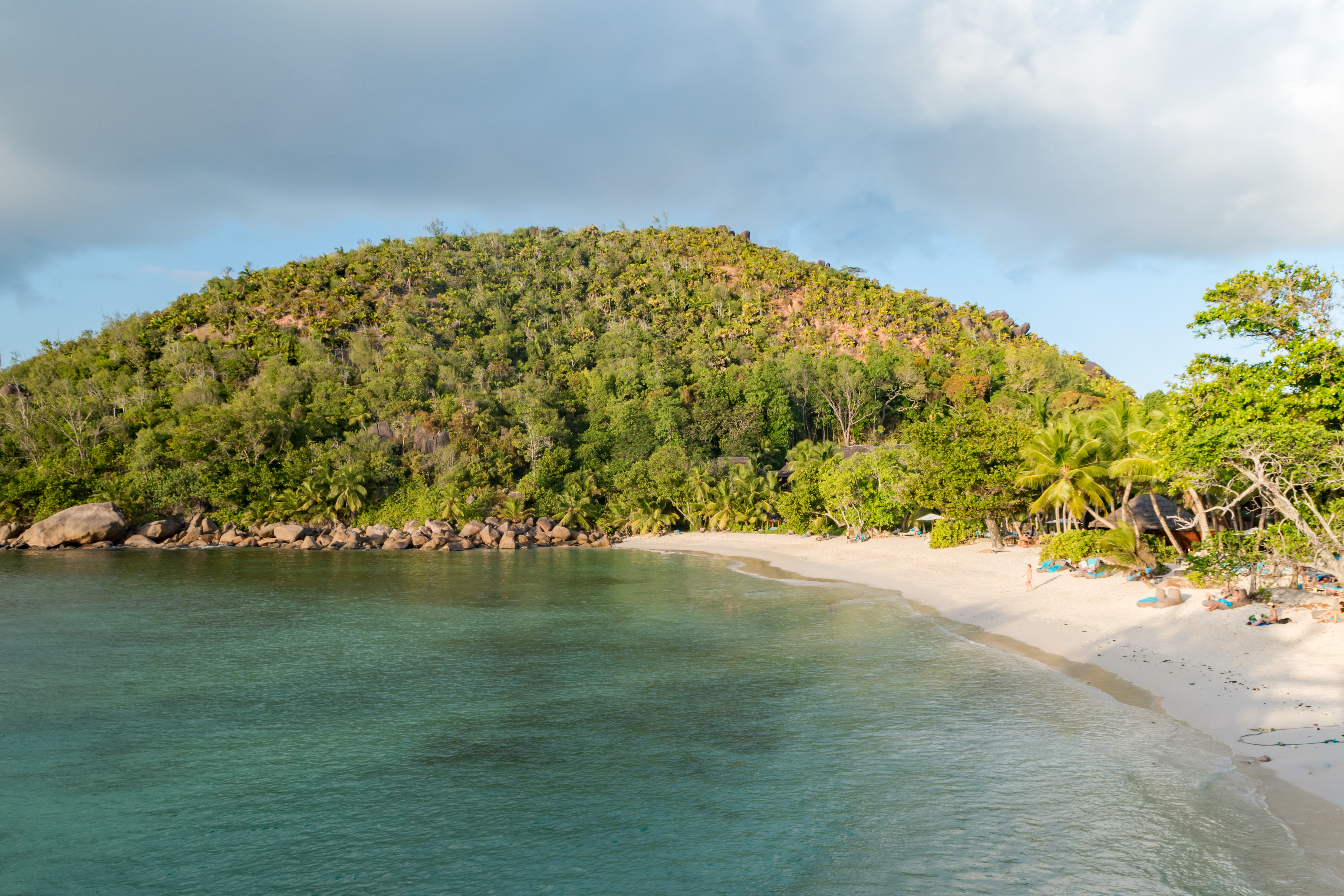
Strand Petite Anse Kerlan, Praslin
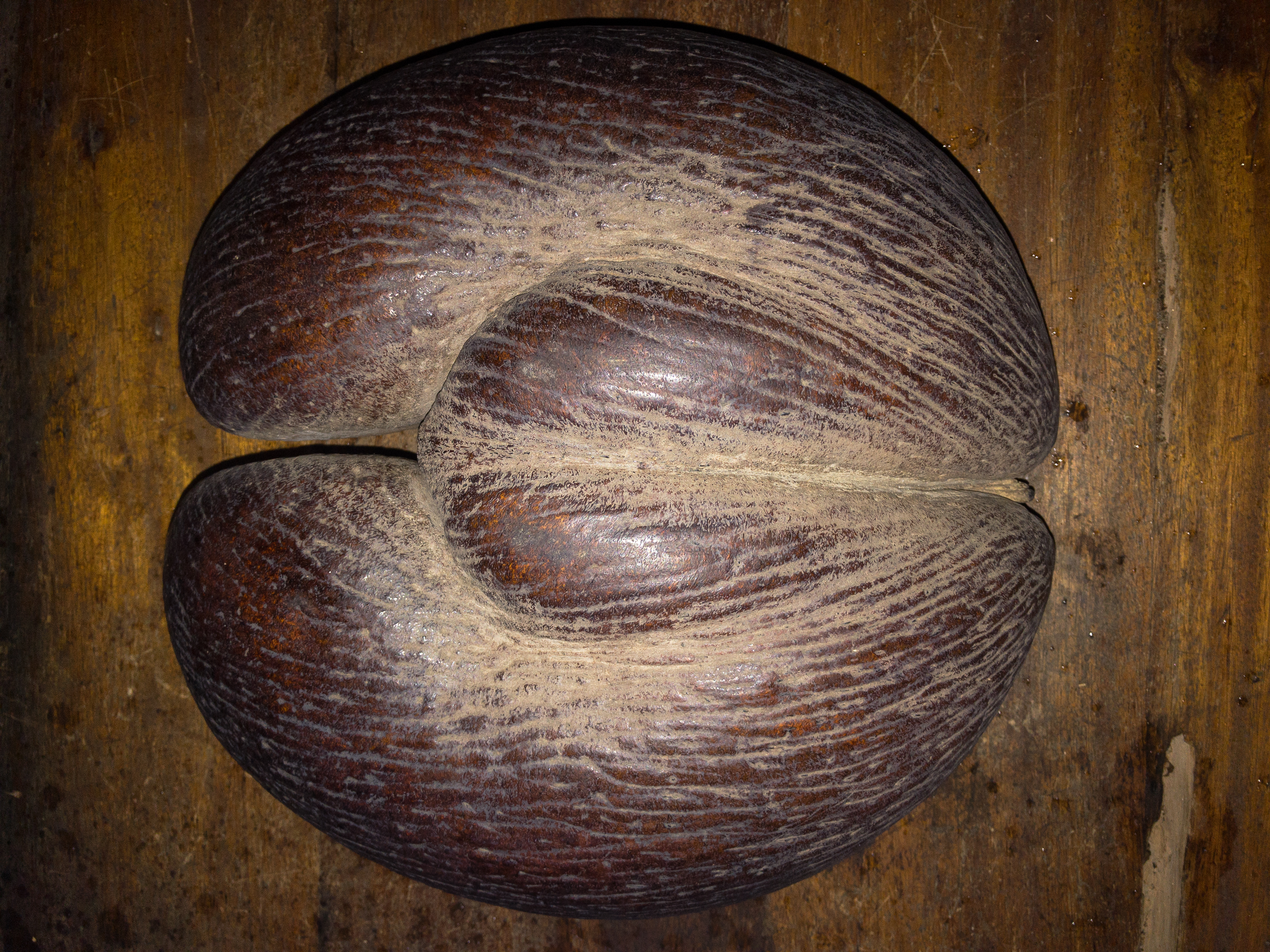
Coco de Mer Samen